# Voorst
Voorst (anhörenⓘ) ist eine niederländische Gemeinde der Provinz Gelderland und hatte am 1. Januar 2025 nach Angaben des CBS 25.567 Einwohner. Ihre Gesamtfläche beträgt 126,47 km².
Zur Gemeinde gehören das Dorf Twello, in dem über 13.000 Menschen leben und die Gemeindeverwaltung ihren Sitz hat, die kleineren Dörfer Voorst, Terwolde, Wilp, Nijbroek und Teuge und noch einige Ortschaften.

## Lage und Wirtschaft
Twello liegt zwei Kilometer von der Autobahn A 1 Amsterdam–Apeldoorn–Osnabrück und an der Bahnstrecke Apeldoorn–Deventer. An dieser Linie wurde am 10. Dezember 2006 ein kleiner Bahnhof, wo in den „Spitzenstunden“ 7:30–9:30 und 16–18 Uhr zweimal und sonst einmal in der Stunde ein Zug hält, eröffnet. Hier leben viele Pendler, die in Apeldoorn oder Deventer berufstätig sind. Die bis zum Jahr 2001 sehr prägende Fleischwarenindustrie ist inzwischen nicht mehr ansässig. In Teuge, etwas westlich von Twello, befindet sich ein kleiner Flugplatz.
Das Dorf Voorst liegt zwischen Apeldoorn und Zutphen. Etwas südlich von Voorst, nahe Empe (z. T. Gemeinde Brummen) gibt es ebenfalls seit dem 10. Dezember 2006 eine Haltestelle der Eisenbahn an der Bahnstrecke Amsterdam–Zutphen.
In Wilp existiert eine psychiatrische Klinik.

## Politik

### Sitzverteilung im Gemeinderat
Der Gemeinderat wird seit 1982 folgendermaßen gebildet:
| Partei                   | Sitze | Sitze | Sitze | Sitze | Sitze | Sitze | Sitze | Sitze | Sitze | Sitze | Sitze |
| Partei                   | 1982  | 1986  | 1990  | 1994  | 1998  | 2002  | 2006  | 2010  | 2014  | 2018  | 2022  |
| ------------------------ | ----- | ----- | ----- | ----- | ----- | ----- | ----- | ----- | ----- | ----- | ----- |
| Gemeente Belangen Voorst | 3     | 3     | 4     | 5     | 4     | 4     | 3     | 4     | 7     | 9     | 5     |
| CDA                      | 8     | 8     | 8     | 7     | 5     | 5     | 4     | 5     | 4     | 2     | 3     |
| VVD                      | 4     | 3     | 3     | 3     | 5     | 3     | 2     | 2     | 2     | 4     | 3     |
| Liberaal 2000            | –     | –     | –     | –     | –     | 3     | 4     | 3     | 2     | 4     | 3     |
| VoortvarendVoorst a      | –     | –     | –     | –     | –     | –     | –     | –     | –     | 1     | 3     |
| PvdA                     | 4     | 5     | 4     | 3     | 4     | 4     | 6     | 4     | 2     | 2     | 3     |
| GroenLinks               | –     | –     | 0     | –     | –     | 4     | 6     | 4     | 2     | 2     | 3     |
| D66                      | 0     | –     | –     | 1     | 1     | 4     | 6     | 1     | 2     | 1     | 1     |
| ChristenUnie             | –     | –     | –     | –     | –     | 0     | 0     | 0     | –     | –     | –     |
| SGP                      | 0     | 0     | 0     | 0     | 0     | 0     | 0     | 0     | 0     | 0     | 1     |
| RPF                      | –     | –     | –     | –     | 0     | –     | –     | –     | –     | –     | –     |
| GPV                      | –     | –     | –     | –     | 0     | –     | –     | –     | –     | –     | –     |
| Gesamt                   | 19    | 19    | 19    | 19    | 19    | 19    | 19    | 19    | 19    | 19    | 19    |

Anmerkungen

### Bürgermeister
Seit dem 10. Februar 2022 ist Paula Jorritsma (PvdA) amtierende Bürgermeisterin der Gemeinde. Ihr Kollegium besteht aus den Beigeordneten Peter Wormskamp (CDA), Rosmarijn Boender (VVD), Bert Visser (PvdA/GroenLinks) sowie der Gemeindesekretärin Lisette Wolbers.

## Sehenswürdigkeiten
Vom Flugplatz Teuge aus kann man Fallschirmspringen erlernen. Bei Wilp liegt ein Naherholungsgebiet mit einem kleinen See (Bussloo). Alle genannten Dörfer, Teuge ausgenommen, haben eine mindestens 500 Jahre alte Dorfkirche. Diejenige von Wilp (der uralte Ortsname soll von hwil-apa, Quelle und Wasser, kommen) soll sogar bereits 768 oder 769 vom britischen Missionar Lebuin gebaut worden sein; von dort aus begann er seine Missionstätigkeit in Deventer; die Wilper Kirche wurde im Mittelalter mehrmals niedergebrannt und wiederaufgebaut.
In der Gemeinde stehen viele kleine, meist noch bewohnte Landsitze. Die dazugehörigen Parkanlagen sind meistens für Spaziergänger frei zugänglich.

## Bilder

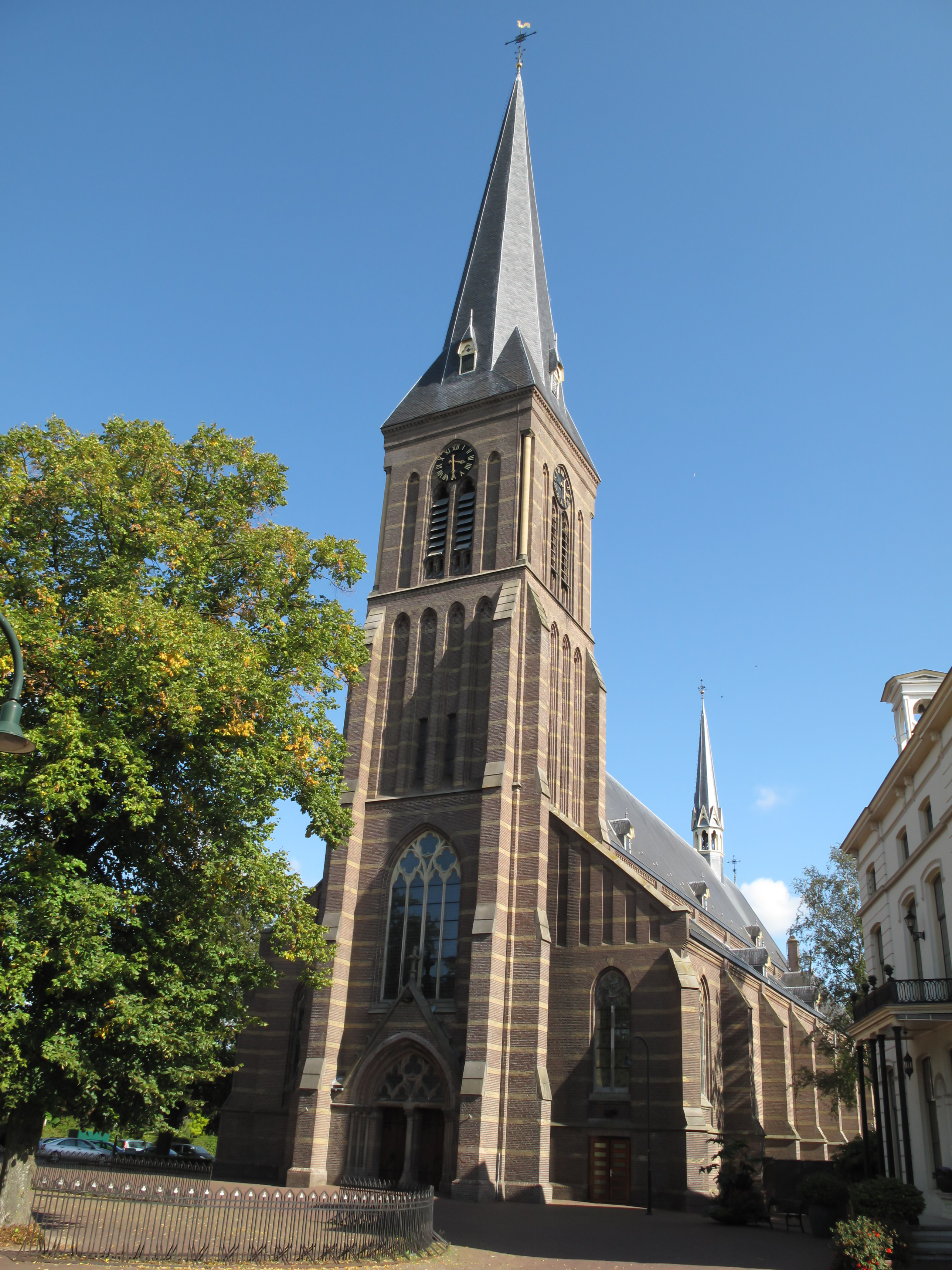
Twello, Kirche: Sint Martinuskerk
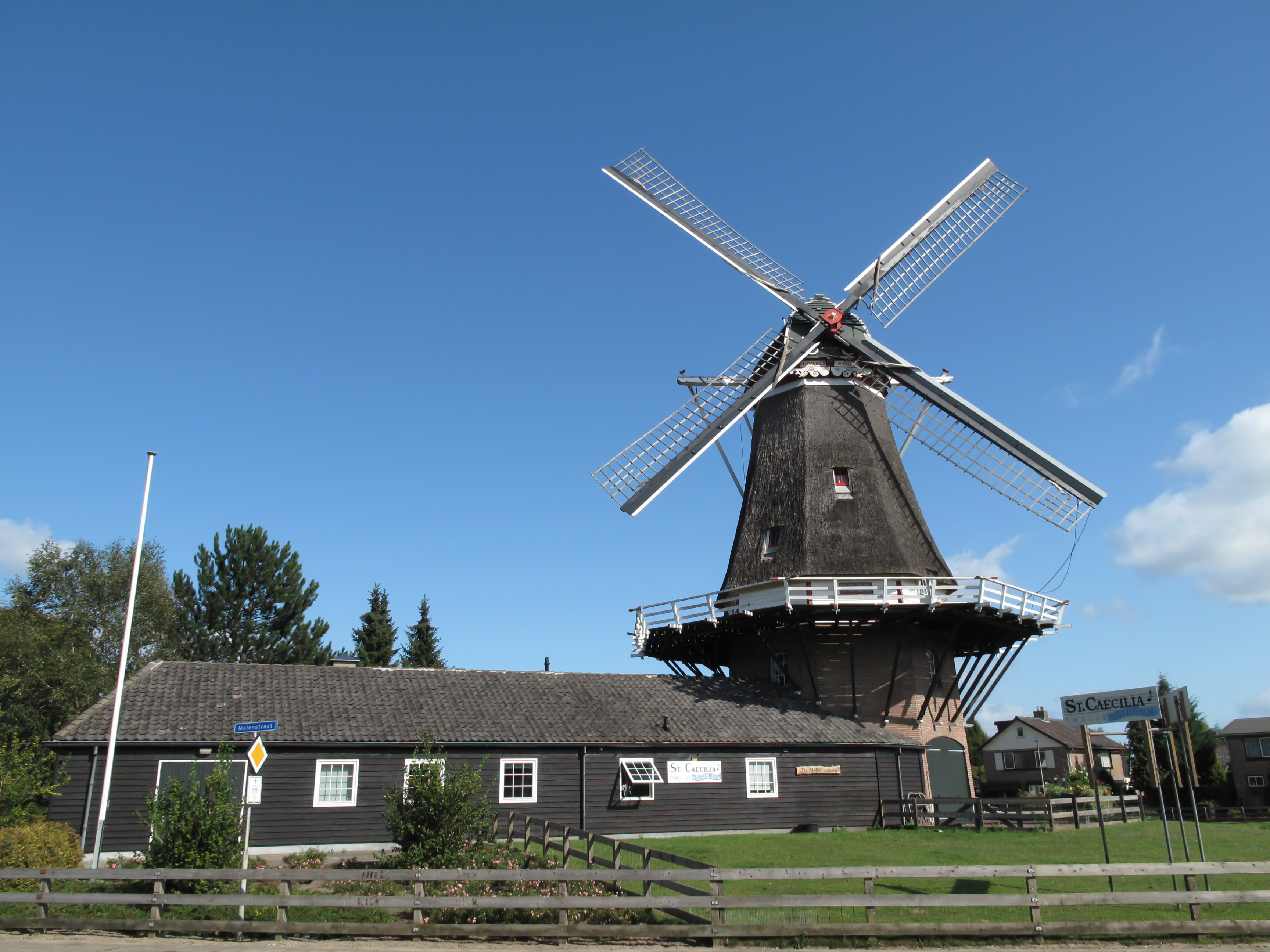
Twello, Mühle: Havekes Mölle
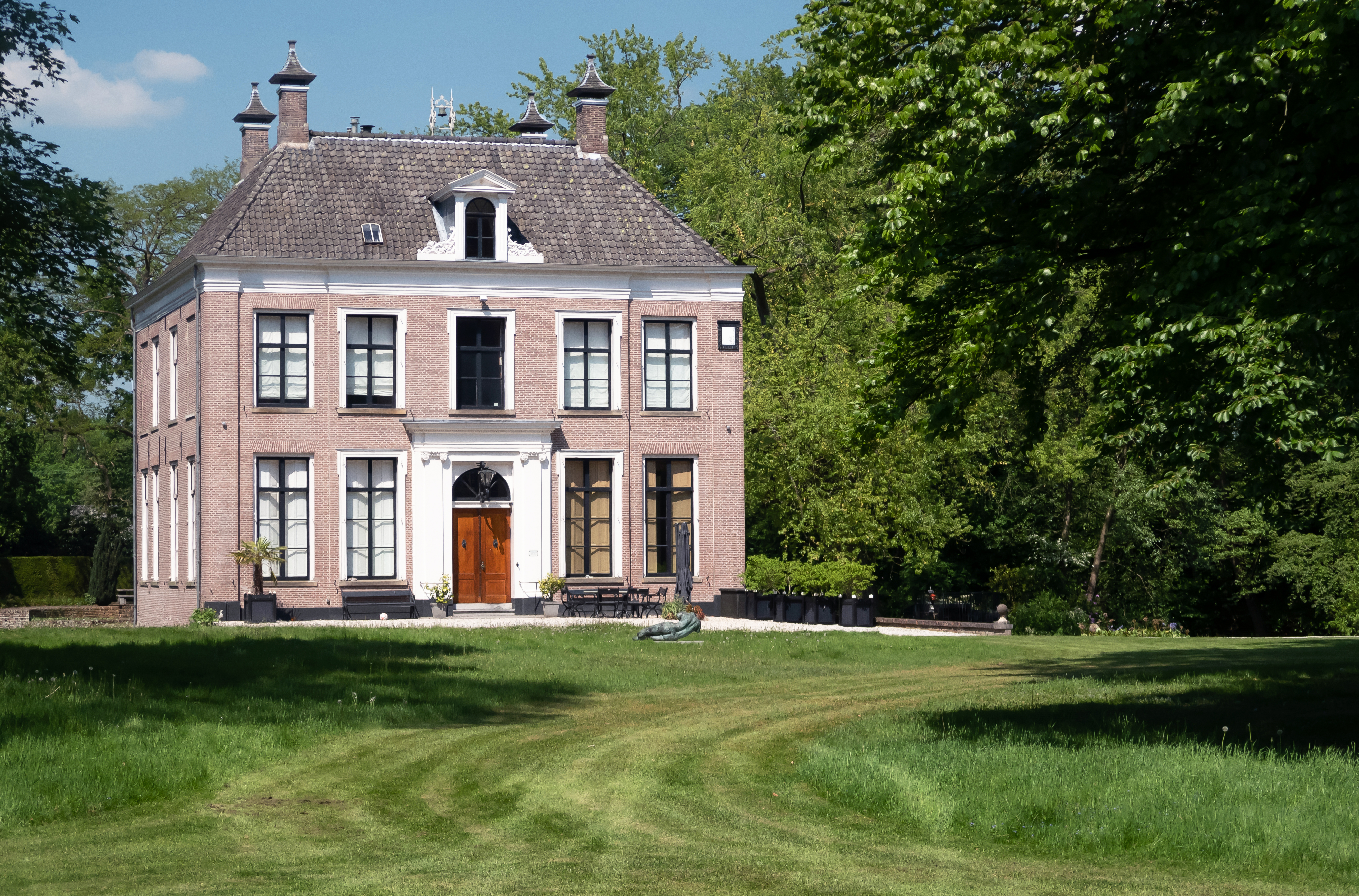
Twello, Landhaus: Huize het Holthuis
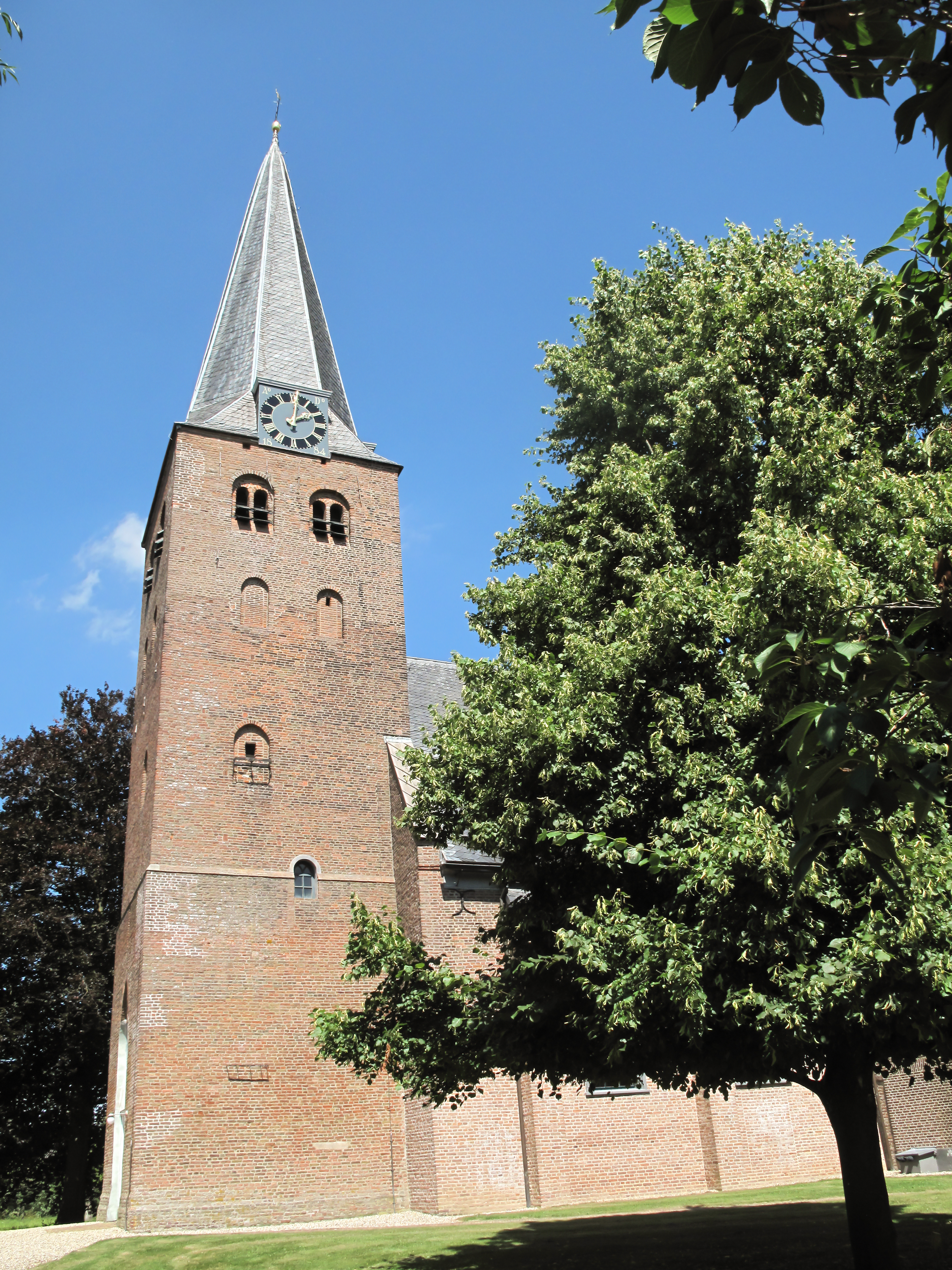
Nijbroek, reformierte Kirche
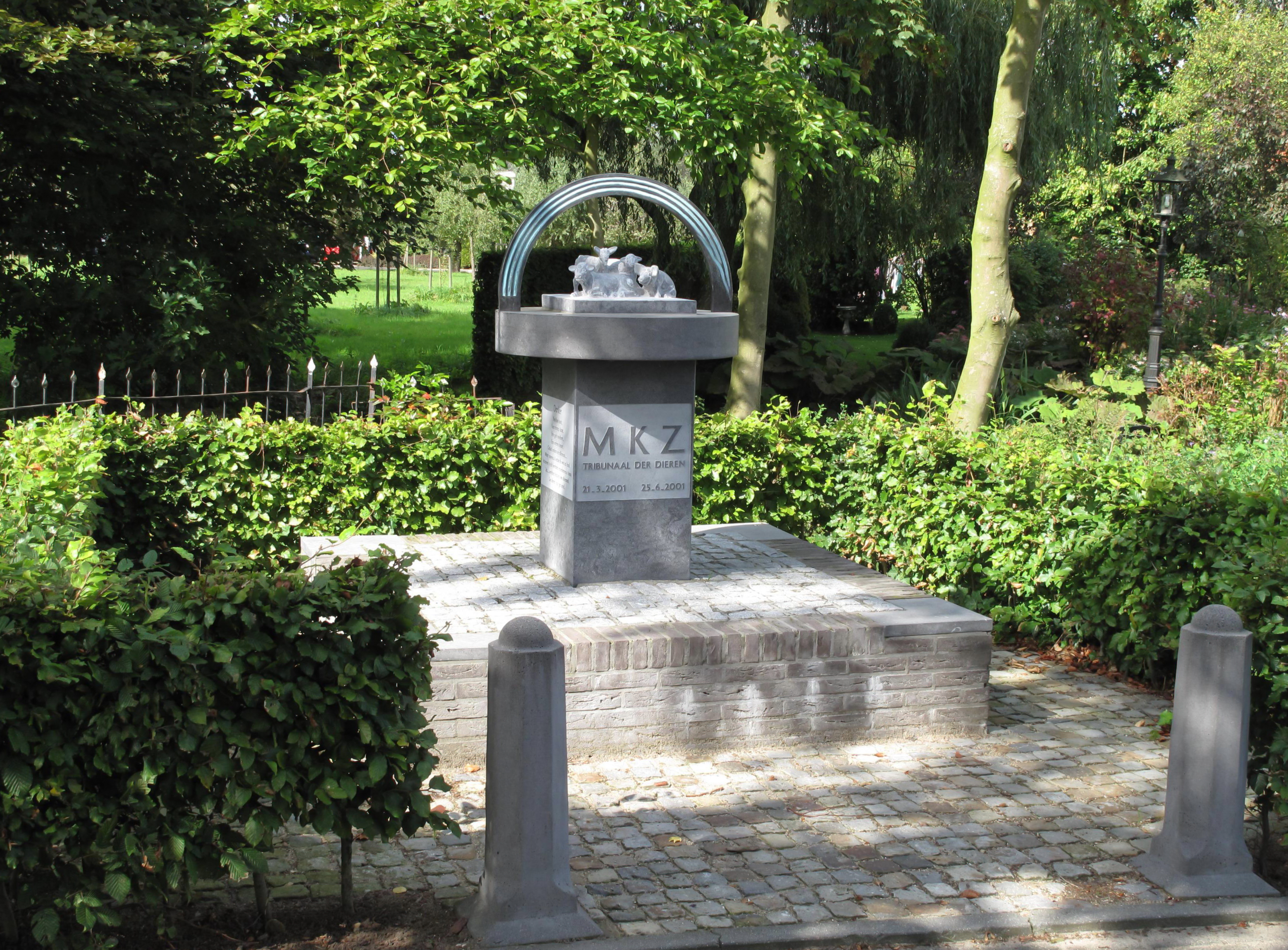
Nijbroek, Monument MKZ-Krise (Maul und Klauenseuche)
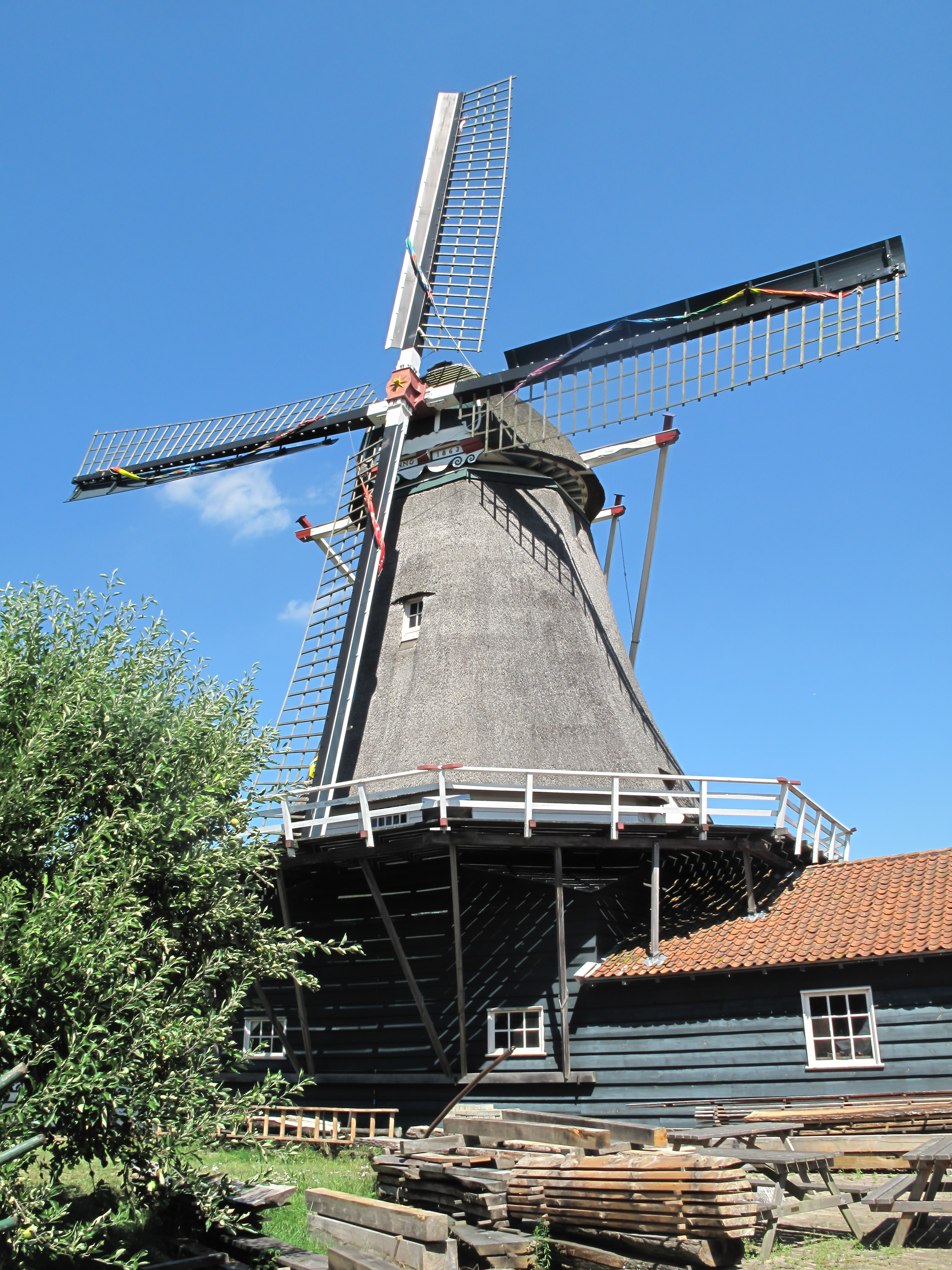
De Wijk, Mühle: korenmolen de Ooievaar
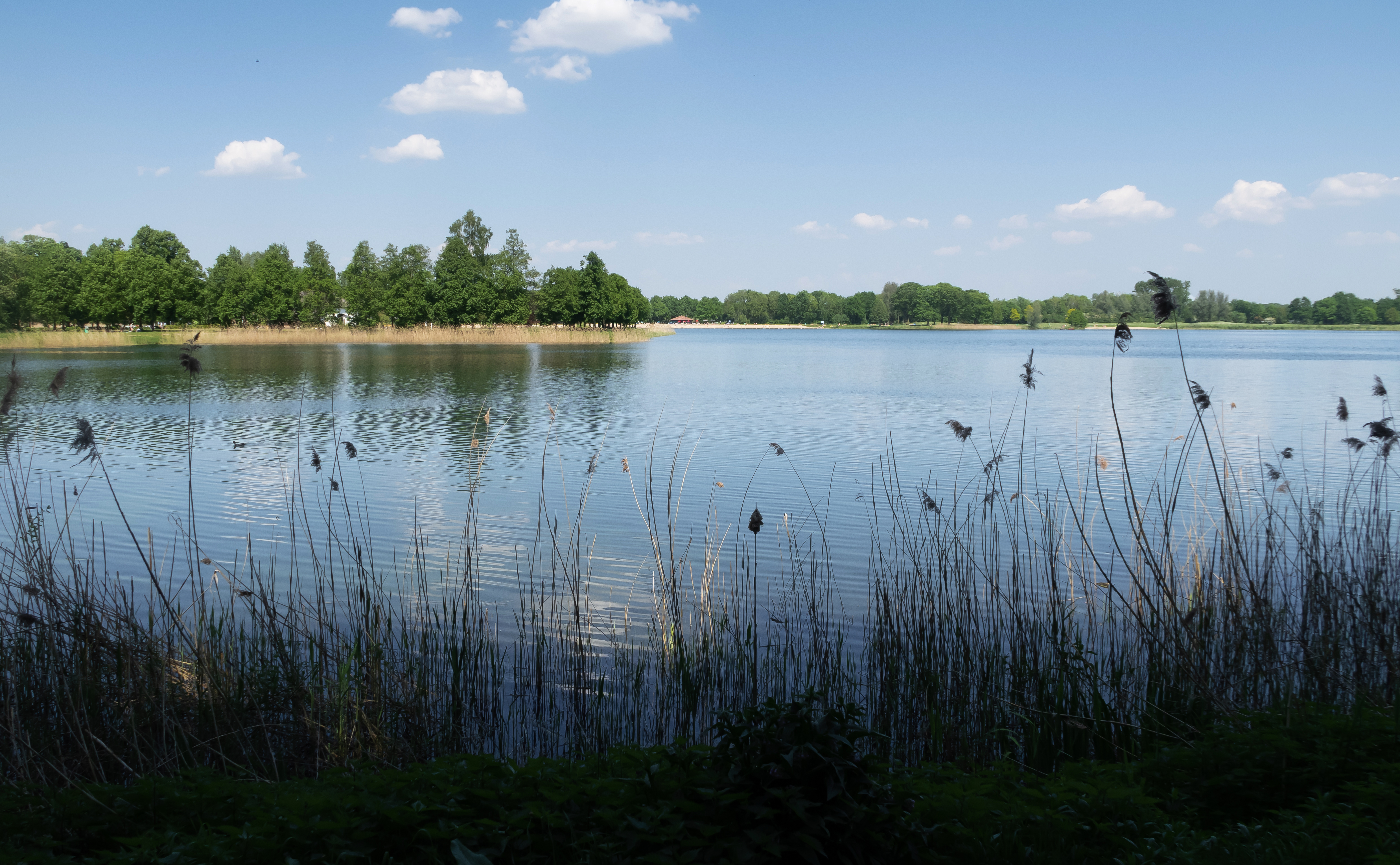
Bussloo, See: de Recreatieplas

## Töchter und Söhne der Gemeinde
- Hendrik Valkenburg (1826–1896), Genremaler und Kunstpädagoge
- Bernard Abraham van Groningen (1894–1987), Gräzist und Papyrologe
- Gert Bongers (* 1946), Radrennfahrer und Weltmeister
- Henk Lubberding (* 1953), Radrennfahrer

## Bewohner von Voorst
- Kornelis Heiko Miskotte (1894–1976), Theologieprofessor in Leiden und Autor, wohnte im Alter in Voorst